# Тетерук Арсеній
Тетерук Арсеній (2 січня 1941, село Повіть Кобринського району Берестейської області) — громадський діяч, композитор, український активіст у Бересті, член Українського громадсько-культурного об'єднання Берестейської області.
Народився у селі Повіть (Трави) Кобринського району Берестейської області.
Автор книжки «Пісні мого села», у якій зібрані українські народні пісні, які співають на Берестейщині. Крім того в ній є декілька творів локальних поетів і композиторів (Д. Фальківського, В. Горося, І. Черника, С. Любчука, а також самого Арсенія Тетерука). 
Учасник народного ансамблю «Голоси Полісся». На сторінках газети «Голос Берестейщини» популяризує українську народну пісню. Автор знімків на теми діяльності Українського громадсько-культурного об'єднання Берестейської області.
Удостоєний письмової подяки Генерального Консульства України в Бересті «за активну участь у популяризації української мови і культури на Берестейщині та зміцнення добросусідських відносин між братніми народами України і Республіки Білорусь».